# Peter Freimark
Peter Heinz Otto Freimark (* 25. Oktober 1934 in Halberstadt; † 26. September 2008 in Hamburg) war ein deutscher Judaist. Er leitete von 1972 bis 1992 das Institut für die Geschichte der deutschen Juden.

## Leben
Freimark studierte Semitische Philologie, Judaistik und Slawistik an der Universität Münster (u. a. bei Karl Heinrich Rengstorf und Bernhard Brilling) und der Hebräischen Universität Jerusalem. Während seines Studiums engagierte sich Freimark in den Deutsch-Israelischen Studiengruppen. Er promovierte 1967 in Münster mit der Arbeit Das Vorwort als literarische Form in der arabischen Literatur. Im selben Jahr wurde er am Institut für die Geschichte der deutschen Juden (IGdJ) angestellt. Ab 1970/71 hatte er zudem einen Lehrauftrag für Judaistik an der Universität Münster.
Als Nachfolger des ersten Leiters Heinz Mosche Graupe wurde Freimark 1972 Direktor des IGdJ, das er zwei Jahrzehnte bis 1992 leitete. Daneben lehrte er an der Universität Hamburg die Geschichte der Juden in Deutschland. Die Universität verlieh ihm 1983 die akademische Bezeichnung „Professor“ (§ 17 HmbHG).

## Schriften (Auswahl)
- mit Wolfgang Kopitzsch: Anne Frank – ein jüdisches Schicksal. Texte und Materialien für die politische Bildung. Hamburg 1979, OCLC 23593510.
- als Herausgeber mit Jutta Bohnke-Kollwitz und Martin Seiler: Jüdische Sammlungen in deutschen Bibliotheken. Ein Führer zu Judaica- und Hebraica-Beständen in Bibliotheken der Bundesrepublik Deutschland und Westberlin. Köln 1981, OCLC 231836321.
- mit Ina Lorenz und Günter Marwedel: Judentore, Kuggel, Steuerkonten. Untersuchungen zur Geschichte der deutschen Juden, vornehmlich im Hamburger Raum. Hamburg 1983, ISBN 3-7672-0803-2.
- als Herausgeber: Juden in Preußen - Juden in Hamburg. Hamburg 1983, ISBN 3-7672-0828-8.